# Chiostri di Santa Patrizia

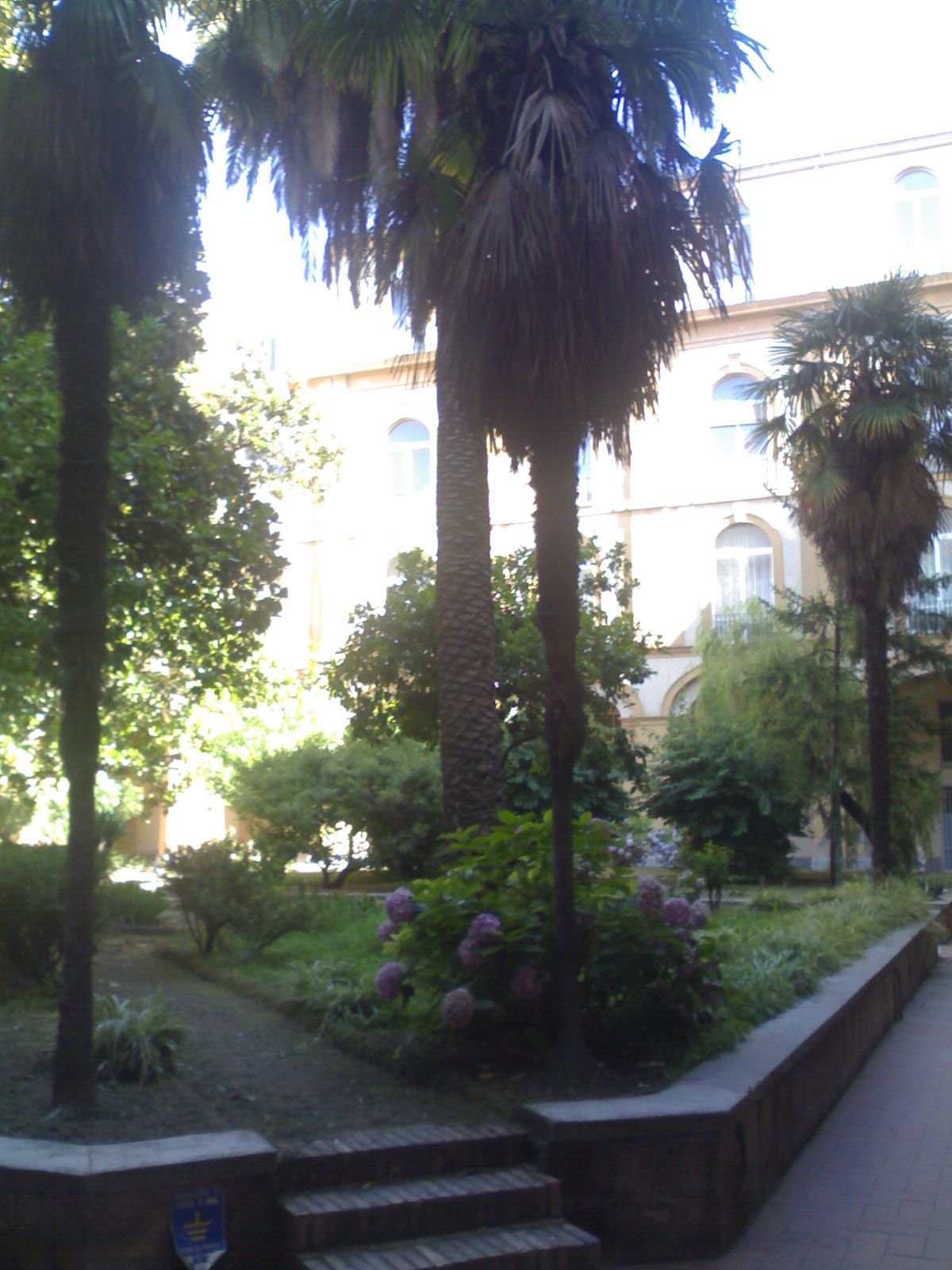
Scorcio del chiostro: il giardino

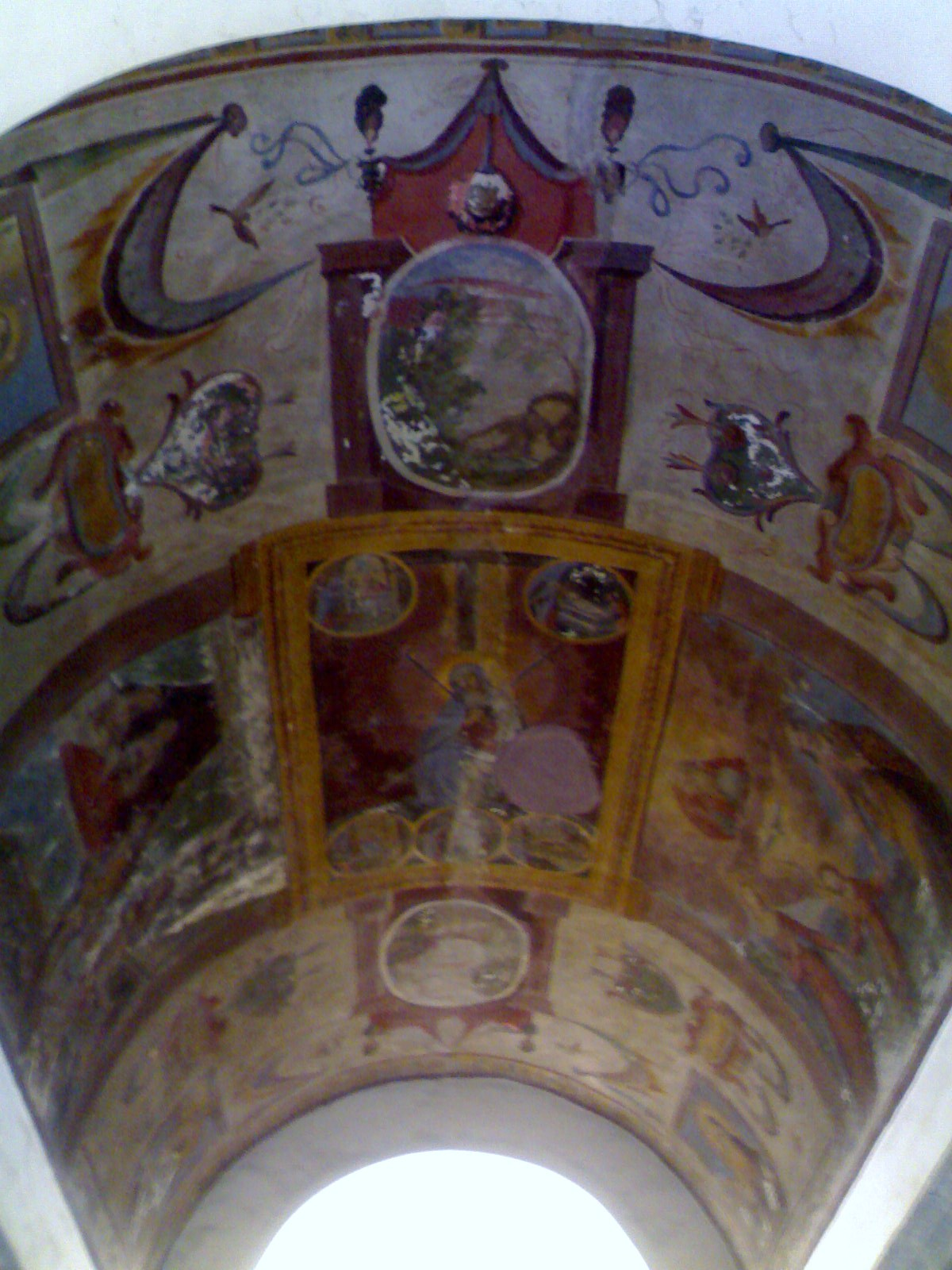
Resti di affreschi nel corridoio di congiungimento tra i due chiostri

I chiostri di Santa Patrizia sono dei chiostri monumentali di Napoli ubicati nelle mura del centro antico, in via Luciano Armanni.
Adibiti a sede di alcuni istituti della facoltà di Medicina della Università degli Studi della Campania Luigi Vanvitelli, i chiostri furono fondati nel XIII secolo. Erano abitati dai Monaci basiliani, successivamente vi si insediarono le monache Benedettine che vi rimasero fino al 1648.
I chiostri furono conservati con cura fino alla fine del XIX secolo, finché durante i lavori di ristrutturazione per la destinazione universitaria, il Chiostro maggiore, a pianta quadrata, venne completamente deturpato. Infatti gli affreschi raffiguranti la vita di Cristo e della santa titolare vennero completamente imbiancati; poche tracce sono visibili nella volta del corridoio che conduceva alla cappella delle monache. Al centro vi era un pozzo che la tradizione orale del popolo indica come il passaggio segreto di Belisario, il quale non riuscendo a raggiungere Napoli a causa della forte opposizione del popolo, vi entrasse attraverso il pozzo, collegato con l'acquedotto.
Il Chiostro minore, visitabile, non presenta elementi artistici di rilievo, ma custodisce un giardino.
Oggi è una delle sedi della Università degli Studi della Campania Luigi Vanvitelli e ospita l'interessante Museo di anatomia umana dell'ateneo. In alcune aule sono riportati i nomi dei professori che si sono succeduti nell'insegnamento dell'anatomia umana presso l'Università di Napoli.

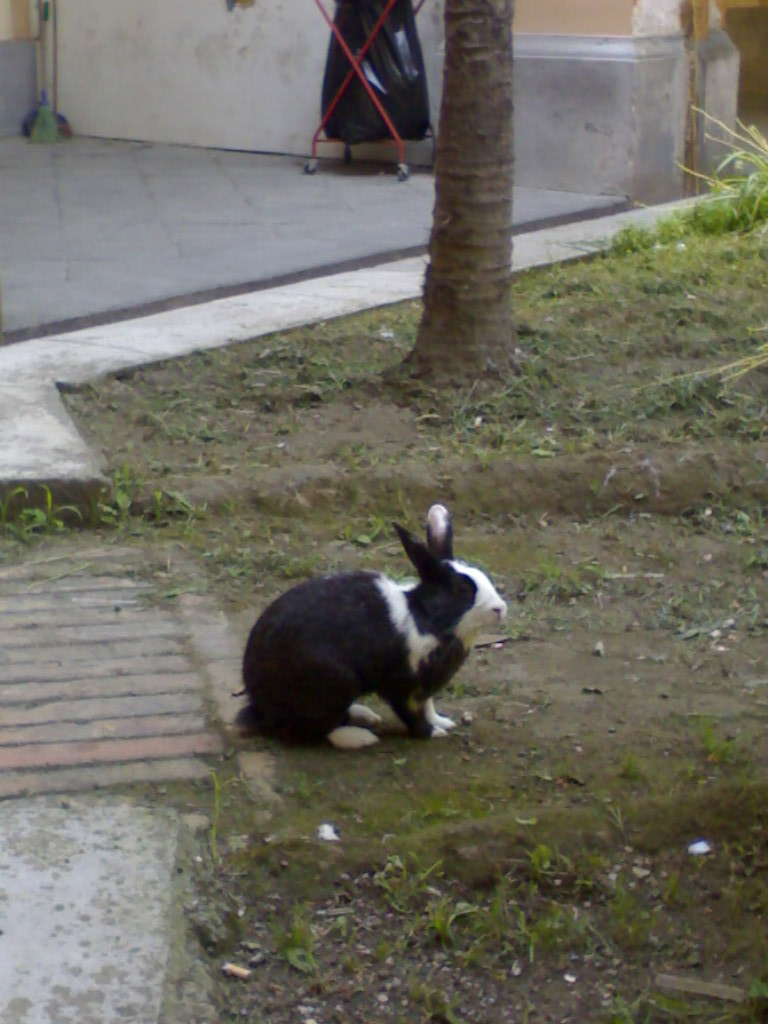
Gli abitanti del chiostro